# Brachythecium afroglareosum
Brachythecium afroglareosum är en bladmossart som beskrevs av Jean Édouard Gabriel Narcisse Paris 1900. Brachythecium afroglareosum ingår i släktet gräsmossor, och familjen Brachytheciaceae. Inga underarter finns listade i Catalogue of Life.